# Union des églises baptistes indonésiennes
L’Union des églises baptistes indonésiennes (anglais : Union of Indonesian Baptist Churches) est une association chrétienne évangélique d'églises baptistes en Indonésie.  Elle est affiliée à l’Alliance baptiste mondiale. Son siège est situé à Jakarta. 

## Histoire
L’Union des églises baptistes indonésiennes a ses origines dans une mission de trois missionnaires qui ont été expulsés de Chine et sont venus à Jakarta en 1951. Elle est officiellement fondée en 1973 . Selon un recensement de l’association, en 2023 elle disait avoir 675 églises et 51,100 membres.